# Udine
Udine là một đô thị và cộng đồng (comune) ở tỉnh Udine trong vùng Friuli-Venezia Giulia miền Bắc nước Ý.
Đô thị Udine có diện tích 56 ki lô mét vuông, dân số thời điểm năm 2016 là 99.244 người còn dân số vùng đô thị là 175.000 người.
Udine nằm giữa biển Adriatic và các dãy núi Alps (Alpi Carniche), ít hơn 40 km từ biên giới với nước Slovenia.
Đô thị này có các đơn vị dân cư (frazioni) sau:
Các đô thị giáp ranh:

## Hình ảnh

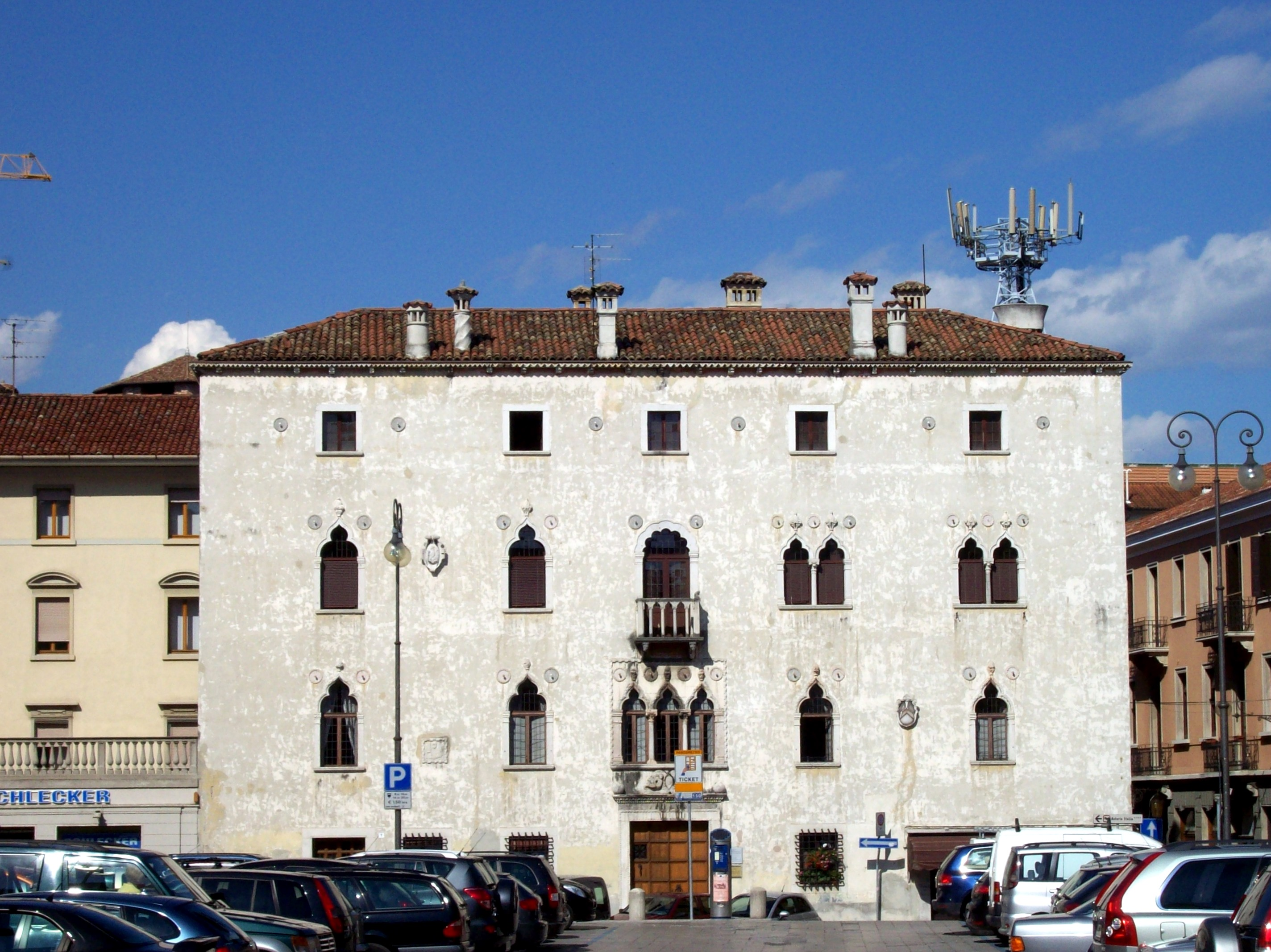
Nhà Venetian
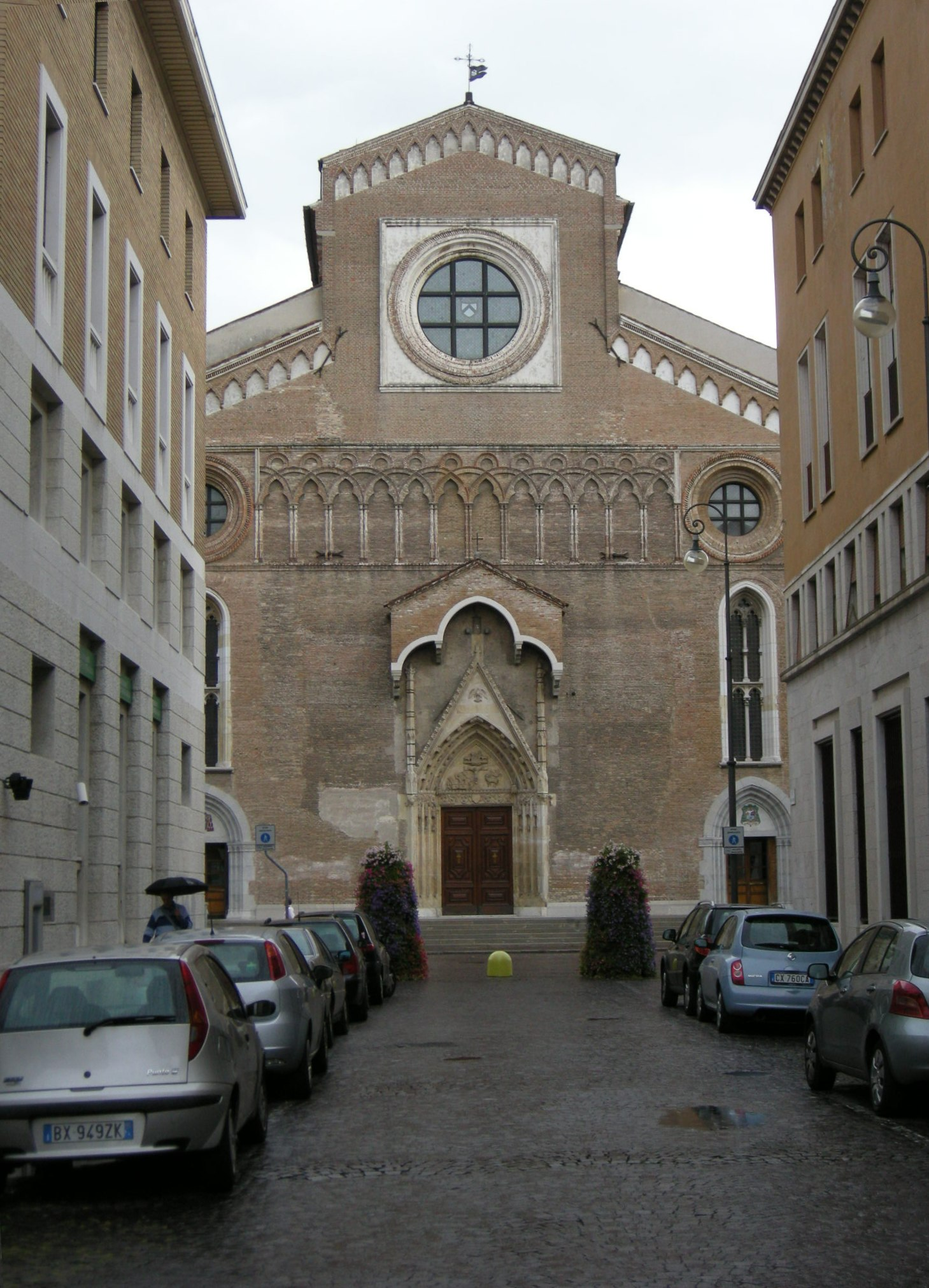
Mặt tiền của Duomo
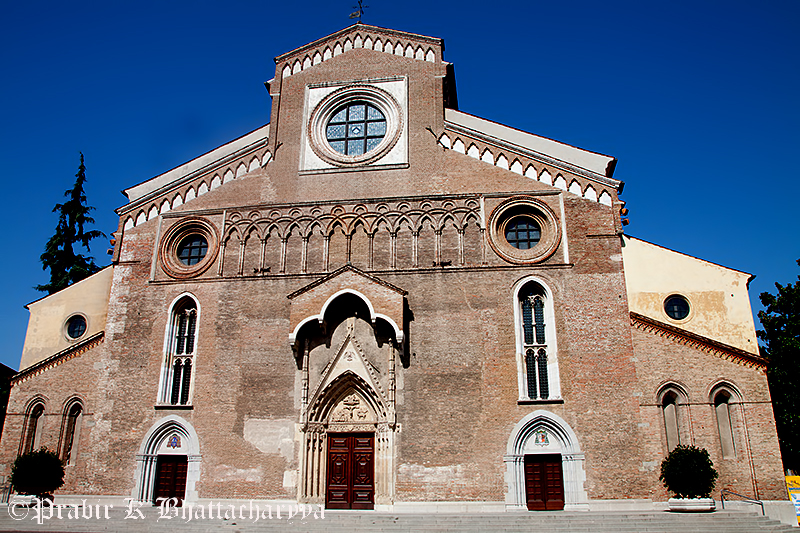
Duomo
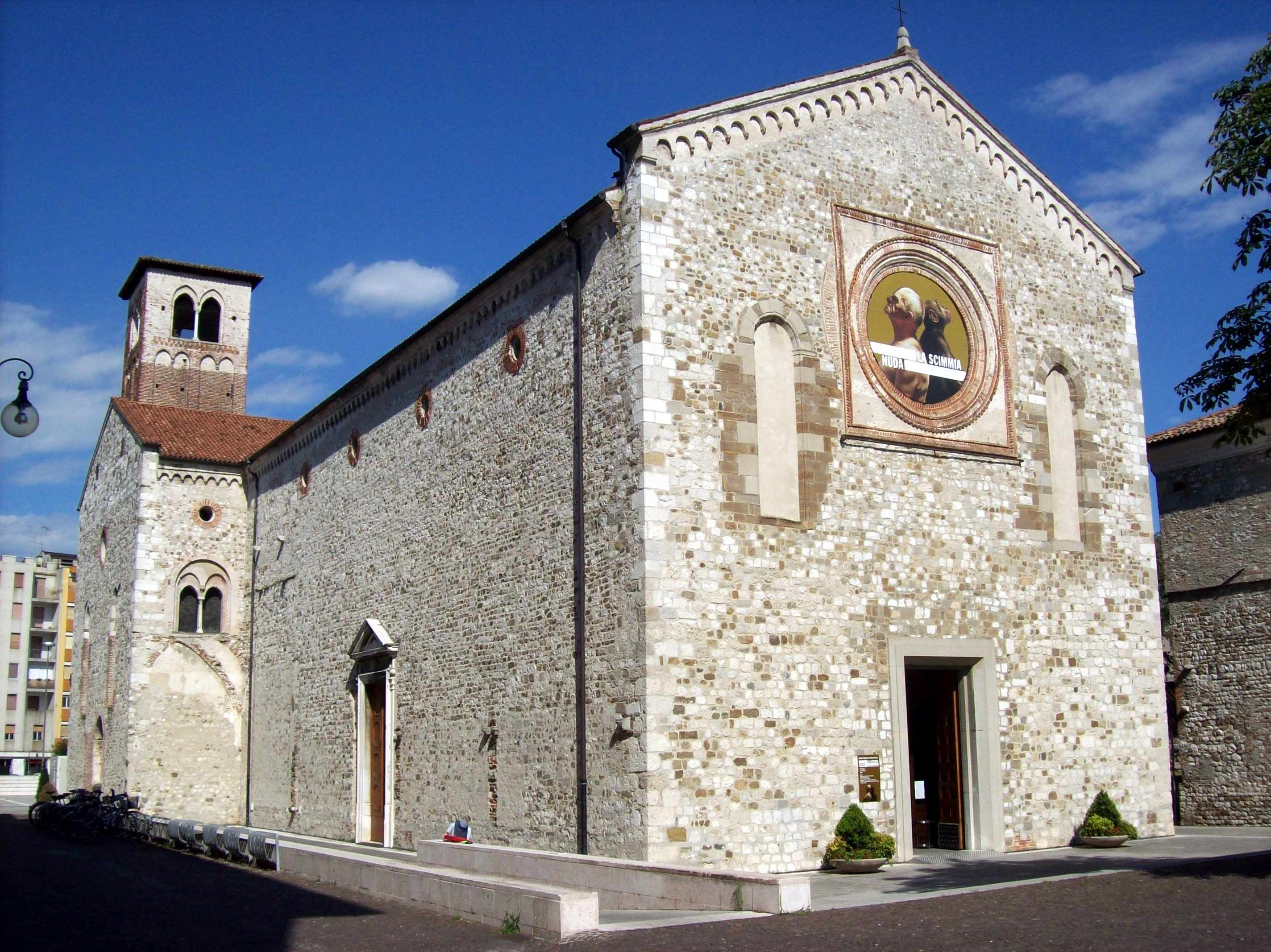
Chiesa di San Francesco
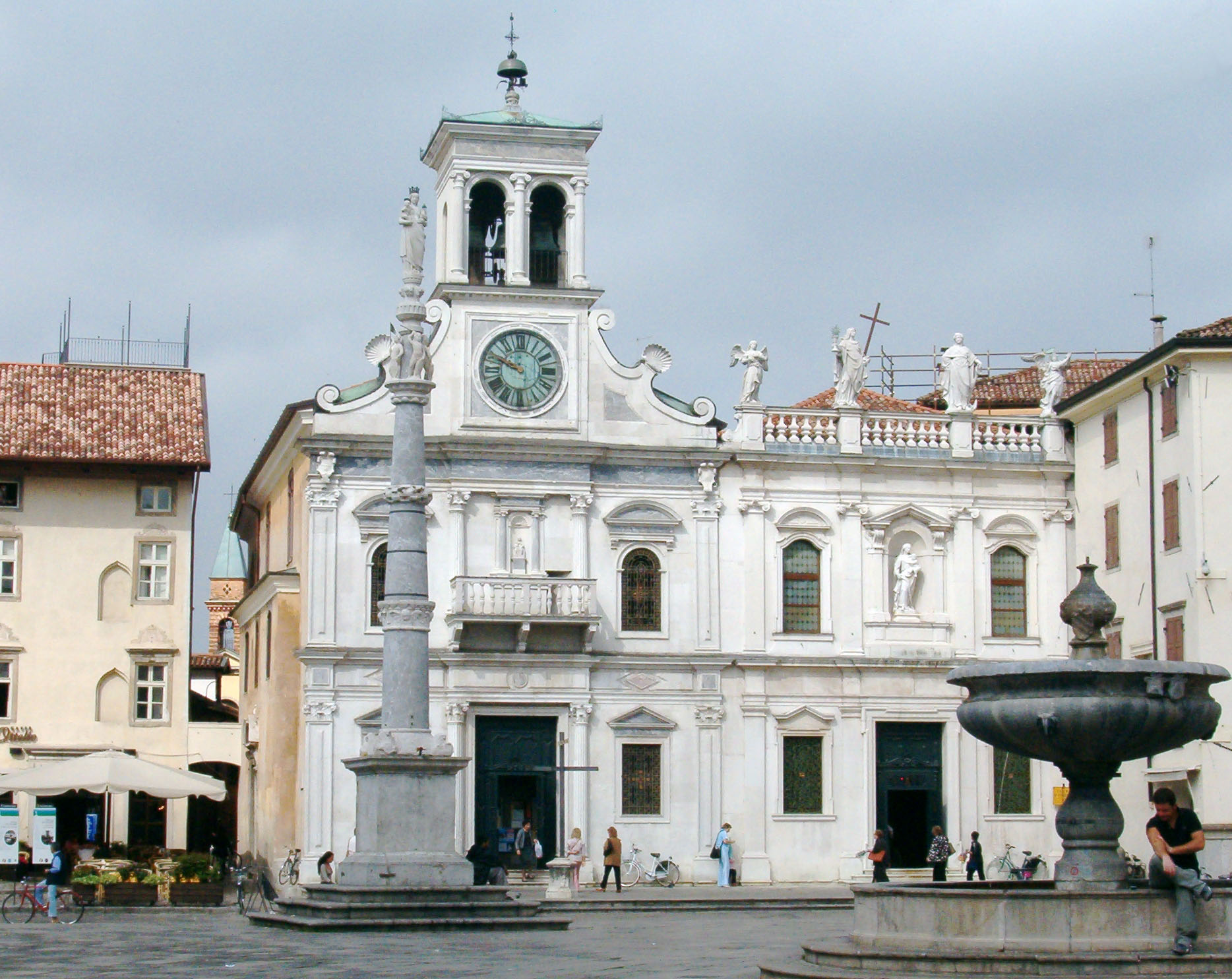
Piazza San Giacomo
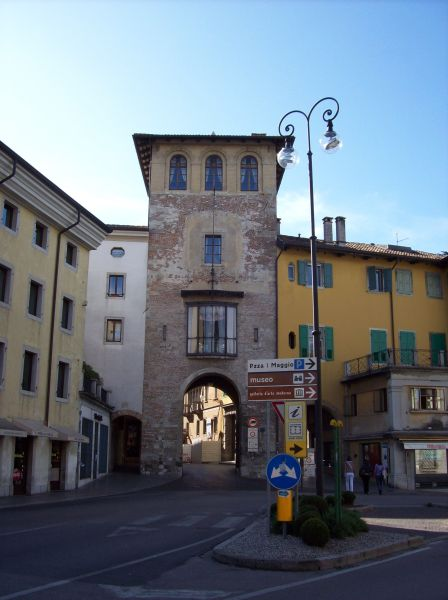
Porta Manin
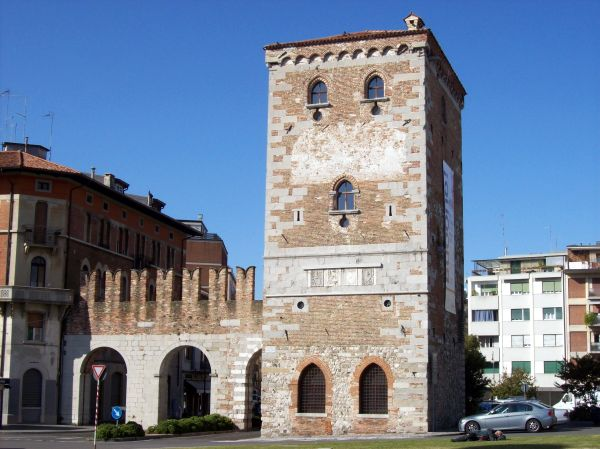
Porta Aquileia
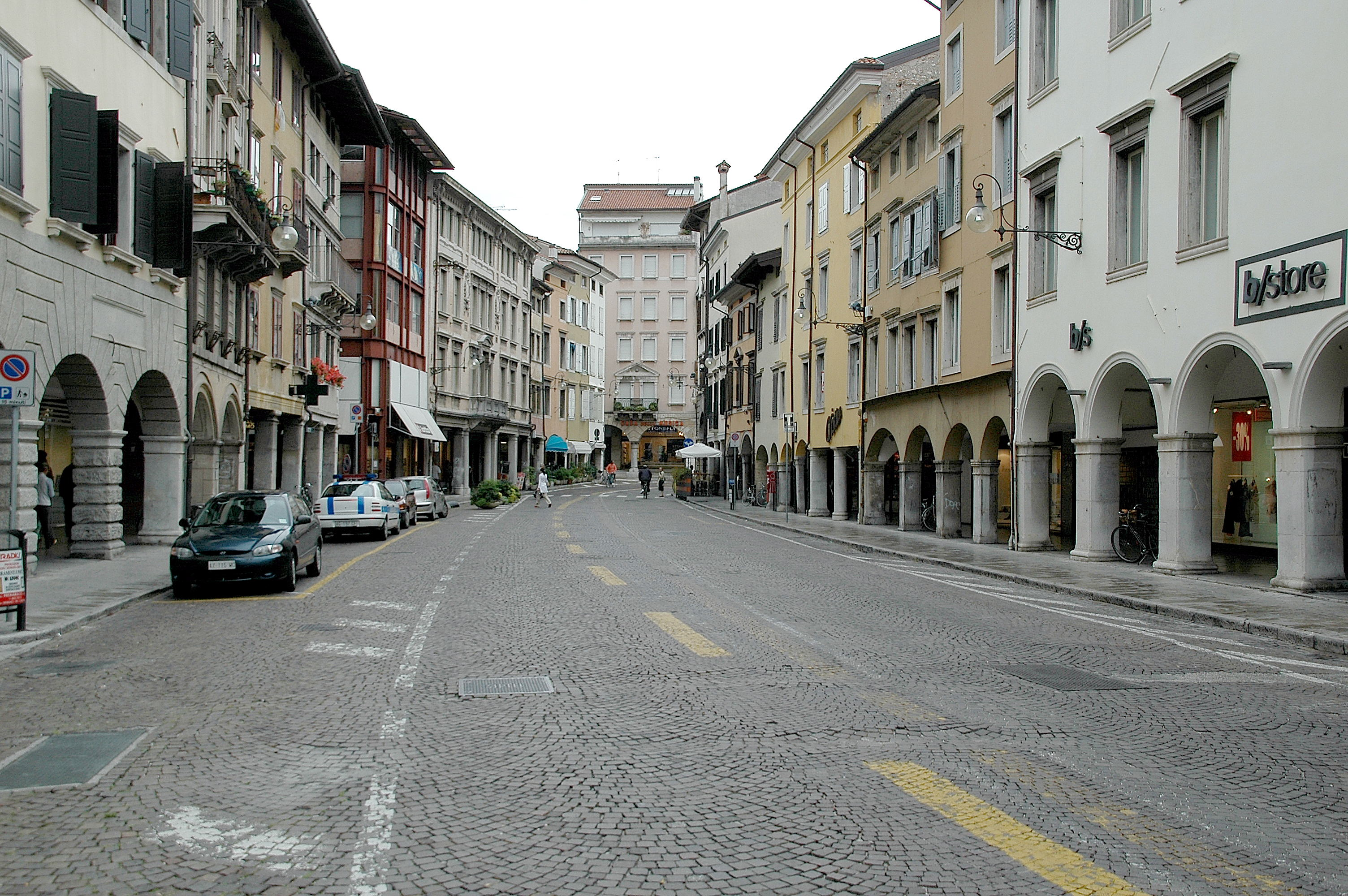
Via Mercatovecchio
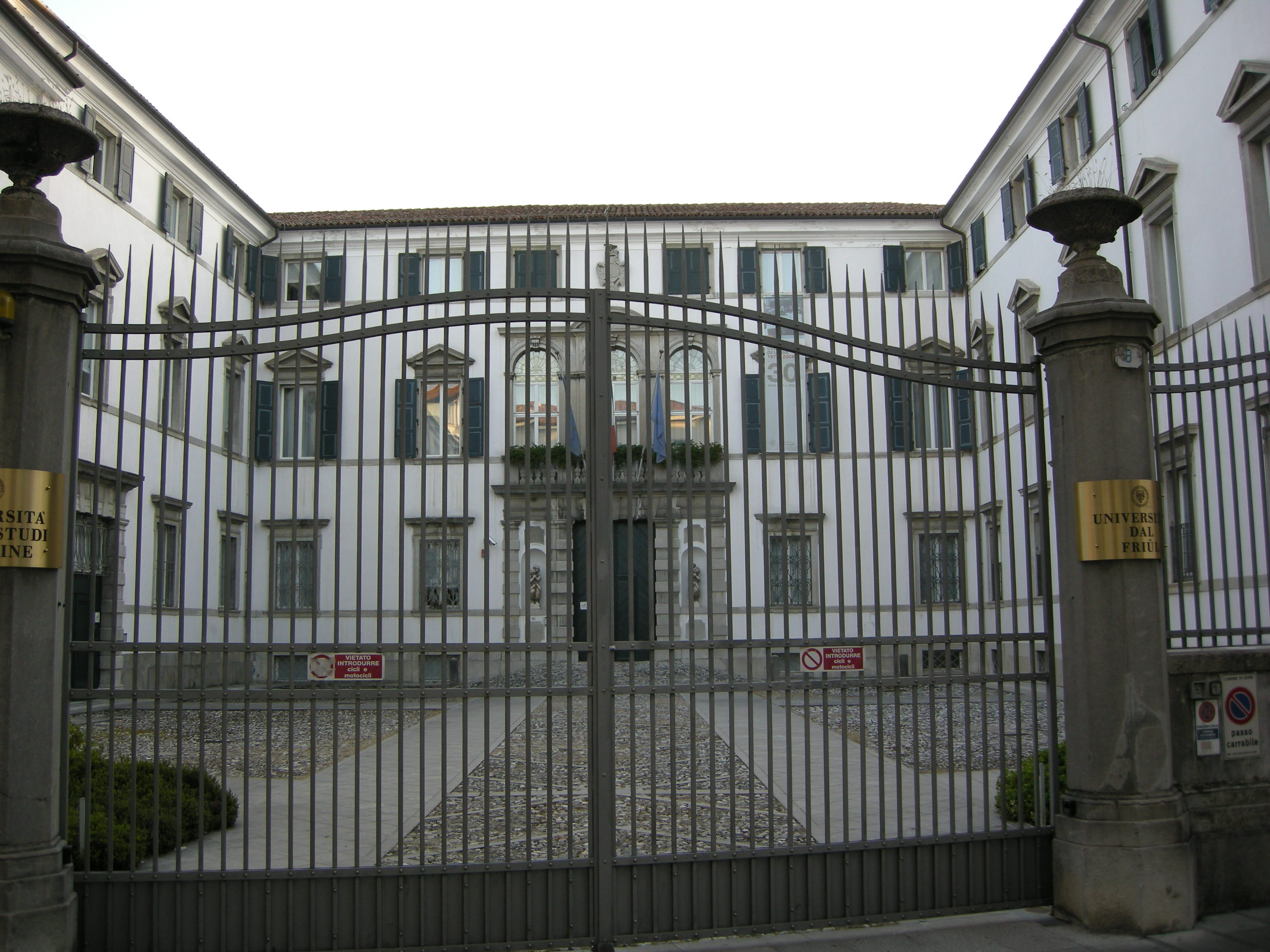
Đại học Udine
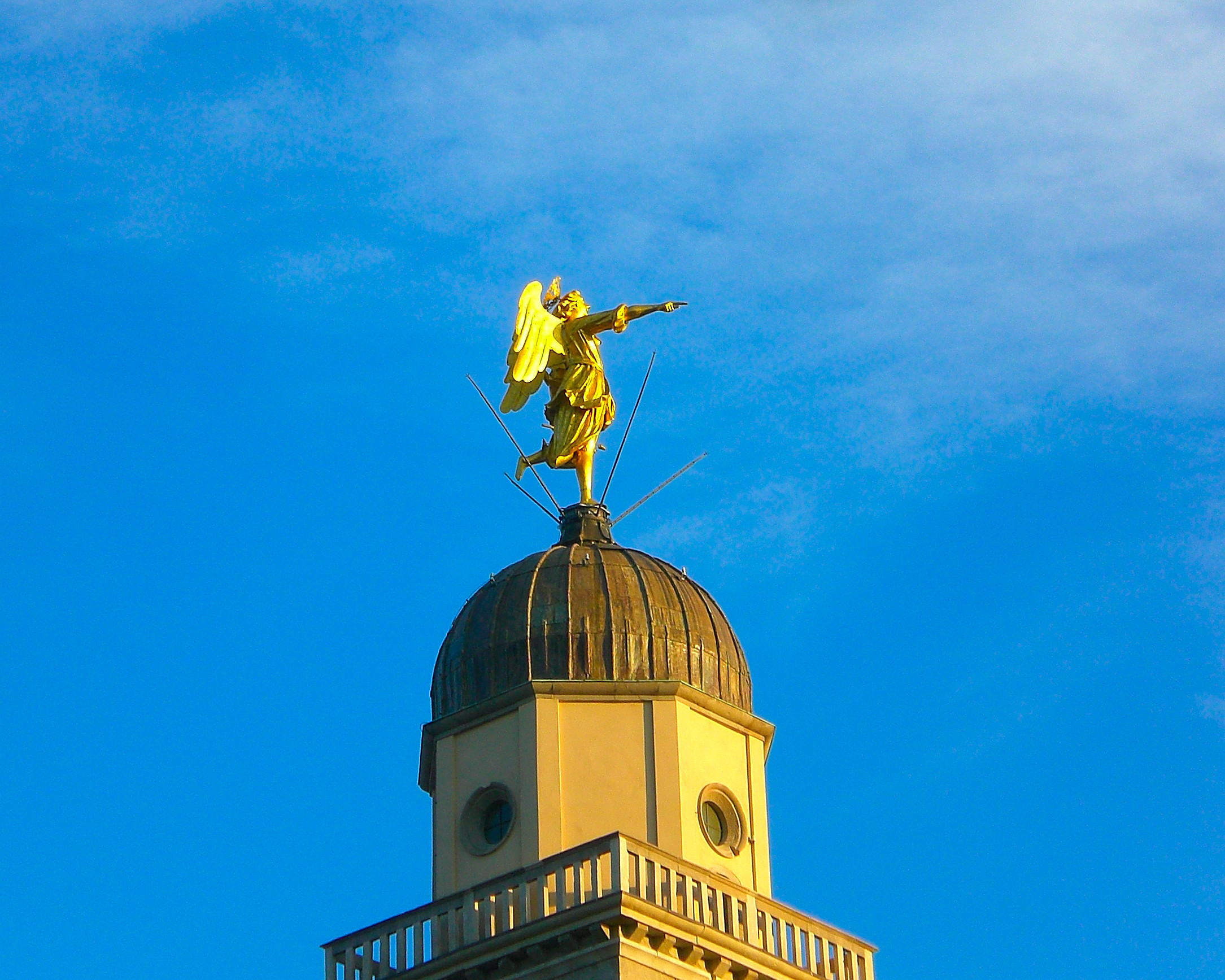
The Angel of the steeple of the Church of Santa Maria di Castello di Udine